# Sergio Castellitto
Sergio Castellitto (ur. 18 sierpnia 1953 w Rzymie) – włoski aktor, reżyser i scenarzysta.

## Życiorys
Urodził się w Rzymie, a jego rodzice pochodzili z Molise i Abruzji w Mezzogiorno. W 1978 ukończył Narodową Akademię Sztuki Dramatycznej im. Silvia D’Amico w Rzymie. Występował w Teatro Argentina w komediach Williama Shakespeare’a – Miarka za miarkę i Kupiec wenecki, przedstawieniu Matka Bertolta Brechta i spektaklu Świecznik Giordano Bruno (1981). 
W 1987 ożenił się z pisarką Margaret Mazzantini, którą poznał grając barona Tuzenbacha w Trzech siostrach Antona Czechowa w Teatro di Genova, gdzie wystąpił też w roli Jeana w Pannie Julii Strindberga. W kolejnych latach pojawił się w inscenizacjach: Pełnia nieszczęścia Petera Handke’a i Piccoli equivoci. Odniósł sukces w udanej komedii Neila Simona Boso w parku (1994), a także w sztuce Recital o Dereku Jarmanie (1995). W 1996 zadebiutował jako reżyser teatralny sztuką Manola. W 2004 jako reżyser i wykonawca wprowadził na scenę drugą sztukę swojej żony Zorro. 
W kinie zadebiutował w roli terrorysty w dramacie Francesco Rosiego Trzej bracia (Tre fratelli, 1981) u boku Philippe’a Noiret i Michele Placido. Był statystą w ekranizacji powieści Generał martwej armii Ismaila Kadare – Il generale dell’armata morta (1983) z Marcello Mastroianni, Anouk Aimée i Michelem Piccoli. Wystąpił w komedii Wygląda na martwego... ale po prostu stracił przytomność (Sembra morto... ma è solo svenuto, 1986) w roli Romano Durantiega, dramacie Ettore Scoli Rodzina (La famiglia, 1987) jako Carletto, dramacie Luka Bessona Wielki błękit (Le grand bleu, 1988) w roli Novelliego, komedii Ricky’ego Tognazziego Małe nieporozumienia (Piccoli equivoci, 1989) jako Paolo i dramacie Marco Ferreriego Ciało (La carne, 1991) z Francescą Dellerą jako Palo.
Za rolę Quinto Cecconiego w dramacie kryminalnym Carlo Vanziny Trzy kolumny w wiadomościach (Tre colonne in cronaca, 1990) otrzymał nagrodę David di Donatello dla najlepszego aktora drugoplanowego. Rola psychiatry Arturo w dramacie Franceski Archibugi Valentina i Arturo (Il grande cocomer, 1993) przyniosła mu nagrodę David di Donatello dla najlepszego aktora. Za rolę Joe Morelliego, który podróżuje dookoła Sycylii, przeprowadzając zdjęcia próbne dla dużego rzymskiego studia w komediodramacie Giuseppe Tornatore Sprzedawca marzeń (L’uomo delle stelle, 1995) zdobył nagrodę specjalną im. Pasinettiego na 52. Międzynarodowym Festiwalu Filmowym w Wenecji.
Kolejne jego role to profesor Eugenio Bonetti w komediodramacie Gabriele Muccino Ostatni pocałunek (L’ultimo bacio, 2001), kochający zabawę i niekonwencjonalny Mario jako zastępca szefa kuchni w melodramacie komediowym Tylko Marta (Bella Martha, 2001) z Martiną Gedeck, zdeklarowany ateista Ernesto w dramacie Marco Bellocchio Czas religii (L’ora di religione (Il sorriso di mia madre), 2002), ojciec tytułowej 13–latki Giancarlo Iacovoni w komediodramacie Paola Virzìego Caterina w wielkim mieście (Caterina va in città, 2003) czy inżynier pracujący w upadłej hucie stali przejmowanej przez grupę Chińczyków Vincenzo Buonavolontà w dramacie Gianniego Amelio Zagubiona gwiazda (La stella che non c’è, 2006).
Jego debiutem reżyserskim była komedia Libero Burro (1999) z Michelem Piccoli i Chiarą Mastroianni. Później nakręcił melodramat Namiętność (Non ti muovere, 2004) z Penélope Cruz, komedię Piękno osła (La bellezza del somaro, 2010), melodramat wojenny Powtórnie narodzony (Venuto al mondo, 2012) z Jane Birkin, melodramat Sam się nie uratujesz (Nessuno si salva da solo, 2015) z Riccardo Scamarcio, dramat Fortunata (2017) z Hanną Schygullą i komediodramat Księgarnia w Paryżu (Il materiale emotivo, 2021) z Bérénice Bejo. Współscenarzystką wszystkich filmów Castellitta była jego żona, pisarka Margaret Mazzantini.

## Wybrana filmografia
Filmy
- 1987: Rodzina (La famiglia) jako Carletto w dojrzałym wieku
- 1988: Lęk i miłość (Paura e amore) jako Roberto
- 1988: Wielki błękit (Le grand bleu) jako Novelli
- 1990: Tre colonne in cronaca jako dziennikarz Quinto Cecconi
- 1990: Podróż Alberta (Alberto Express) jako Alberto Capuano
- 1990: Wieczór u Alicji (Stasera a casa di Alice) jako Filippo
- 1991: Ciało (La carne) jako Paolo
- 1991: Rossini! Rossini! jako Gioacchino Rossini w młodości
- 1992: Nero jako Federico
- 1993: Toksyczna afera (Toxic Affair) jako Mister Ray-Ban
- 1993: Valentina i Arturo (Il grande cocomero) jako Arturo
- 1995: Z zamkniętymi oczami (Con gli occhi chiusi) jako Alberto
- 1995: Sprzedawca marzeń (L’uomo delle stelle) jako Joe Morelli
- 1996: Le cri de la soie jako Gabriel de Villemer
- 1996: Silenzio si nasce jako Silny
- 1996: Teatr cieni (Portraits chinois) jako Guido
- 1996: Hotel Paura jako Carlo
- 1997: Wakacje gangstera (Pronto) jako Tommy 'the Zip' Bucks
- 1998: Na sprzedaż (À vendre) jako Luigi Primo
- 2000: Victoire, ou la douleur des femmes jako Gianni
- 2001: Tylko Marta (Bella Martha) jako Mario
- 2001: Kto wie? (Va savoir) jako Ugo
- 2001: Ostatni pocałunek (L’ultimo bacio) jako Profesor Eugenio Bonetti
- 2001: Laguna jako Joe Sollazzo
- 2001: Nieuczciwa konkurencja (Concorrenza sleale) jako Leone DellaRocca
- 2002: Czas religii (L’ora di religione: Il sorriso di mia madre) jako Ernesto
- 2003: Artur i Minimki jako kierownik stacji (głos)
- 2006: Zakochany Paryż (Paris, je t’aime) jako mąż (nowela „Bastille”)
- 2008: Opowieści z Narnii: Książę Kaspian (The Chronicles of Narnia: Prince Caspian) jako Król Miraz
- 2009: Italians jako Fortunato
- 2009: 36 widoków z góry Saint Loup (36 vues du Pic Saint Loup) jako Vittorio
- 2010: Piękno osła (La bellezza del somaro) jako Marcello Sinibaldi
- 2012: Powtórnie narodzony (Venuto al mondo) jako Giuliano
- 2024: Romeo è Giulietta jako Federico Landi Porrini
- 2024: Konklawe (Conclave) jako kardynał Tedesco

Seriale TV
- 1997: Don Milani – Proboszcz z Barbiany (Don Milani – Il priore di Barbiana) jako Don Lorenzo Milani
- 2000: Ojciec Pio (Padre Pio) jako Pio z Pietrelciny
- 2003: Ferrari jako Enzo Ferrari